# Humedales costeros de Pisco

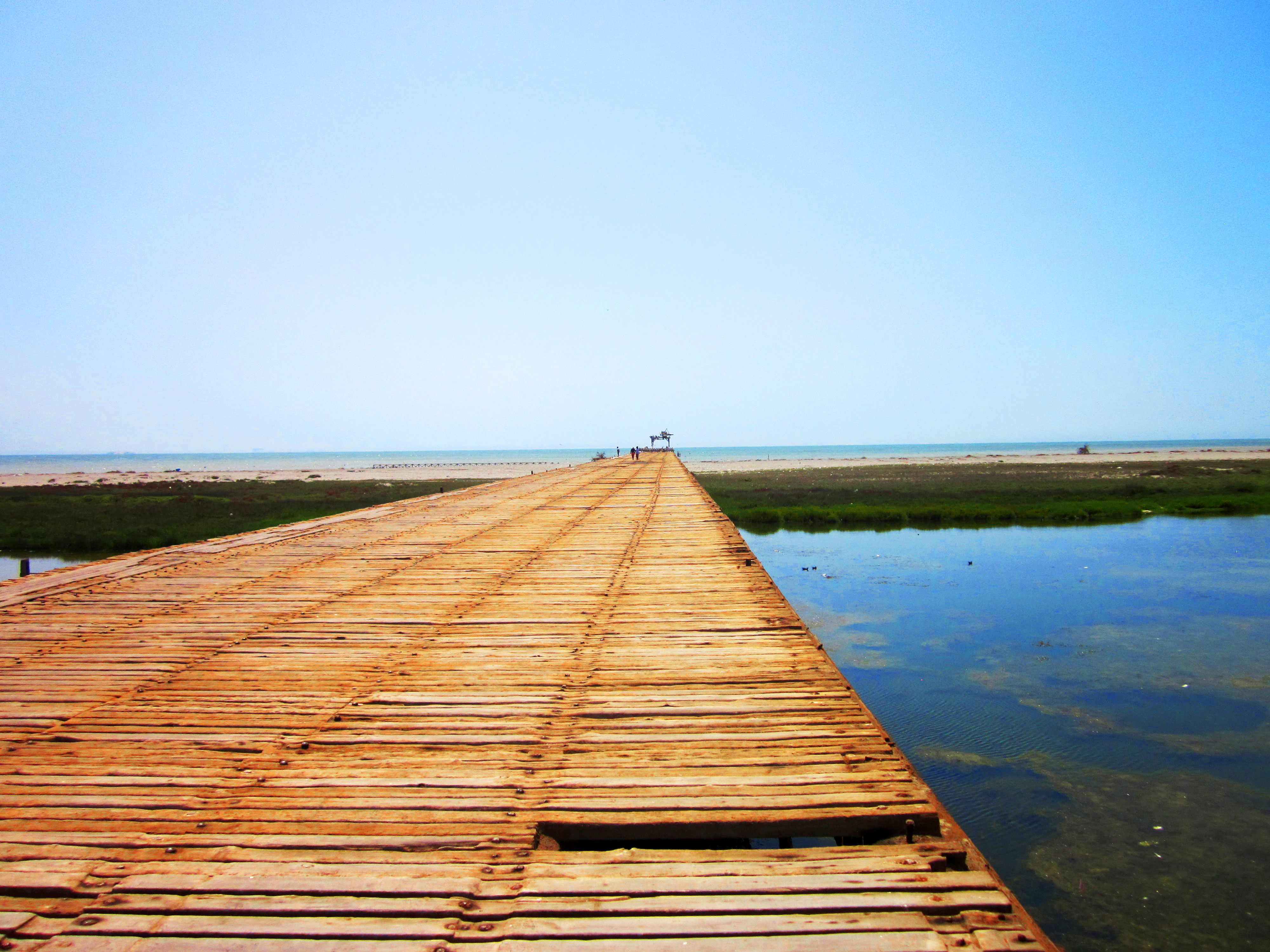
Muelle ubicado en el humedal de Pisco.

Los humedales costeros de Pisco son un complejo sistema de humedales que incluyen lagunas costeras, albuferas, oasis, salinas y gramadales.
Se encuentra adyacentes al litoral así como en las márgenes del río Pisco, en la costa norte del departamento de Ica en Perú. Al norte en terrenos de mayor elevación alberga bosques ribereños. En la margen izquierda del valle del río Pisco se encuentra el Humedal Pisco Playa con 135.00 ha y el Humedal Pisco Playa 2–Alameda con 1.9 ha, esta último lugar limita con el mar y la ciudad de Pisco.
Este sistema brinda servicios ecosistémicos como la protección a las costas ante los tsunamis, sirven de barrera natural ante las intensas precipitaciones y erosión, además almacena agua y constituye un sumideros de carbono. El lugar brinda espacios para la actividad ecoturística y la educación en ecología. Este ecosistema es amenazado por el uso del suelo para el desarrollo urbano y crecimiento de la agroindustria que promueven la destrucción y/o relleno de humedales.
Este lugar es hábitat de animales como por ejemplo la polla de agua, la garza blanca grande, la garza blanca pequeña, yanavico, la cigüeñuela, el playero manchado, golondrina azul y blanca, el gallinazo de cabeza roja, águila pescadora, pato colorado, el pato gargantillo, zambullidor pico grueso, la gaviota dominicana, la gaviota peruana, el pelícano y la gaviota de Franklin y flamencos. Asimismo también albera más de 30 especies de invertebrados, peces y plantas del humedal como junco, el cyperus, la totora, la grama salada, el paspalum, el helecho acuático, la lenteja de agua y la salicornia.